# ヤップデイ
| 1999年のヤップデイを祝い、伝統衣装を着て踊るヤップ人の男性（左）と女性（右） |  | 1999年のヤップデイを祝い、伝統衣装を着て踊るヤップ人の男性（左）と女性（右） |
| 1999年のヤップデイを祝い、伝統衣装を着て踊るヤップ人の男性（左）と女性（右） |  |                                                                              |

ヤップデイ（Yap Day）は、ミクロネシア連邦ヤップ州の祝日。ヤップの伝統的な生活の知恵を後世に残そうとする試みで、毎年3月1日に開催される。
競技会や伝統舞踊などが行われる。競技は伝統の刺青、農産物・海産物品評会、伝統的なゲームが含まれる。伝統舞踊は口承文学の表現法として今も機能しており、ヤップデイが近づくと島民たちはリハーサルを行う。最終日には、ヤップ州政府観光局(Yap Visitors Bureau)が島を訪れたゲストのためにレセプションを開催する。

## 沿革
1968年、ヤップ諸島議会(Yap Islands Congress)はヤップ文化の保護を目的にヤップ地区の日(Yap District Day)を制定する。3月1日が選ばれたのは、現地では乾燥しているために「最も快適な」季節と考えてのこと。このイベントの名前は1979年3月、ヤップデイ(Yap Day)に変更される。
1990年のヤップデイには、ランニング、自転車、ジャグリング、綱引き、ココナッツの殻むき、かご編みの競技が行われた。5種類のダンスも披露された。これらの競技およびダンスのほぼ全ては、ヤップ文化を適切に保存することを目的に開催された。
1999年のヤップデイは2月28日から始まる3日間の日程で開催された。伝えられるところによると、これは子供たちの学校のスケジュールに対応するためであったが、
一部見学者は観光フライトのスケジュールとも一致していることに注目した。開会式はほぼヤップ語のみで行われた。男の子、女の子、女性、男性はそれぞれのダンスを披露した。射的やバスケット織りなどの子供向けの競技も行われた。
2001年以降、ヤップ女性協会(Yap Women's Association)のメンバーが組織委員会の委員を務めている。2002年、ヤップデイはラジオでミクロネシア連邦全土に、テレビでヤップ州全土に放送された。